# ۵۷۱ (خورشیدی)
۵۷۱ پانصد و هفتادمین سال هجری خورشیدی است.

## درگذشتگان
- حدود ۱۲ شهریور - پسر شهرآشوب، (زادروز: ۴۷۵ یا ۴۷۶)، فقیه شیعه ایرانی